# Heterocorixa
Heterocorixa is een geslacht van wantsen uit de familie van de Corixidae (Duikerwantsen). Het geslacht werd voor het eerst wetenschappelijk beschreven door White in 1879.

## Soorten
Het genus bevat de volgende soorten:

- Heterocorixa anduzei Hungerford, 1948
- Heterocorixa boliviensis Hungerford, 1928
- Heterocorixa brasiliensis Hungerford, 1928
- Heterocorixa chapodiensis Hungerford, 1928
- Heterocorixa genupes Nieser, 1970
- Heterocorixa hesperia White, 1879
- Heterocorixa hintoni Hungerford, 1948
- Heterocorixa hungerfordi Nieser, 1970
- Heterocorixa jaczewskii Lundblad, 1928
- Heterocorixa kuntzei Jaczewski, 1950
- Heterocorixa longixiphus Nieser, 1970
- Heterocorixa lundbladi Hungerford, 1948
- Heterocorixa minuta Nieser, 1970
- Heterocorixa nigra Hungerford, 1928
- Heterocorixa reinhardti Lundblad, 1928
- Heterocorixa similis Nieser, 1970
- Heterocorixa surinamensis Nieser, 1970
- Heterocorixa westermanni Lundblad, 1928
- Heterocorixa williamsi Hungerford, 1928
- Heterocorixa woytkowskii Hungerford, 1948
- Heterocorixa wrighti Hungerford, 1948